# Luperina indistincta
Luperina indistincta là một loài bướm đêm trong họ Noctuidae.